# Owczarek portugalski
Owczarek portugalski – jedna z ras psów należących do psów pasterskich i zaganiających, zaklasyfikowana do sekcji psów pasterskich (owczarskich). Poza Portugalią rasa mało znana. Nie podlega próbom pracy.

## Ogólna charakterystyka

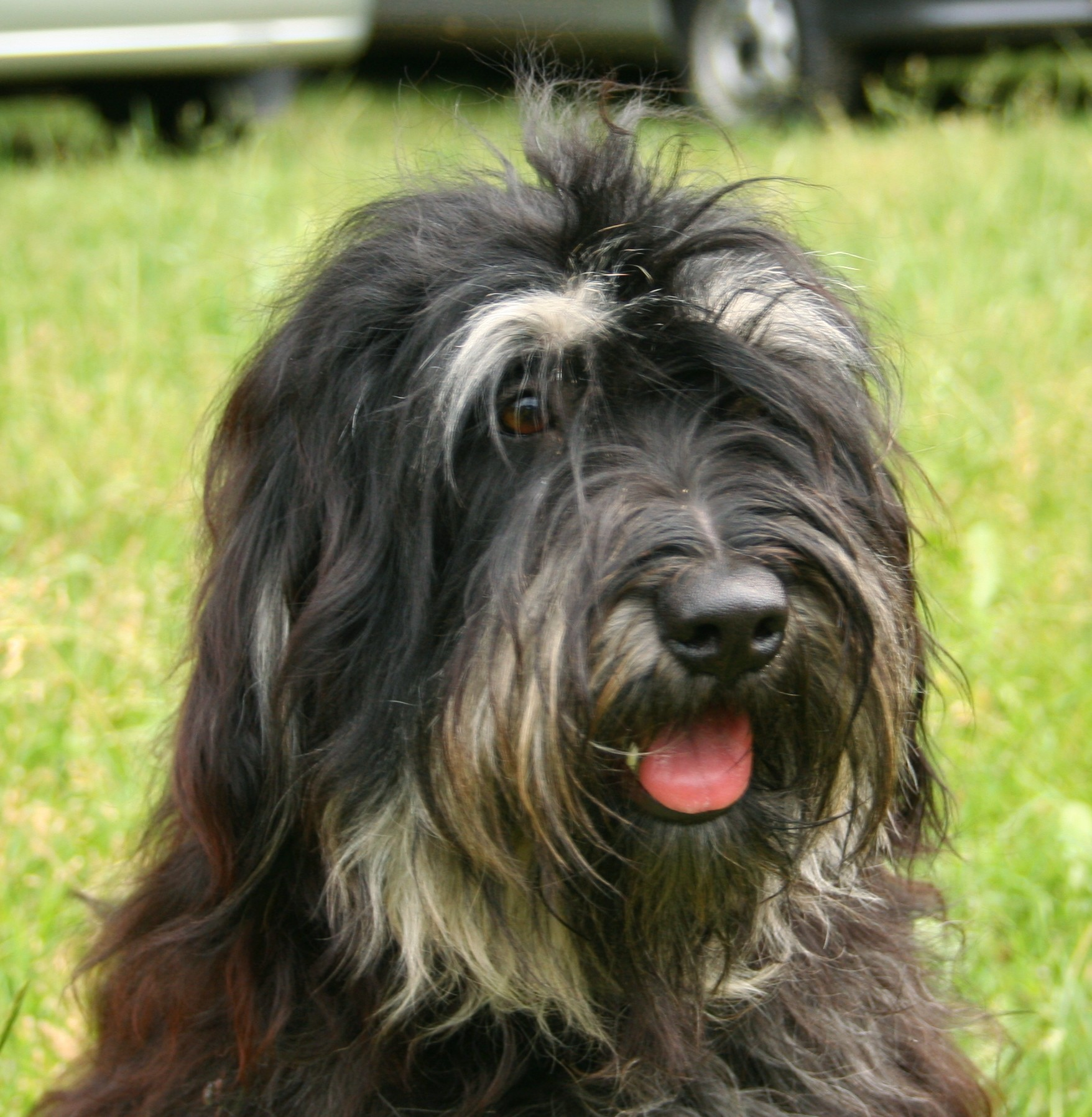
Głowa owczarka portugalskiego

Przodkami owczarka portugalskiego były owczarskie psy z okolic gór portugalskich Serra de Aires. Przypuszcza się, że posiada domieszkę krwi owczarka francuskiego długowłosego.
Psy tej rasy są wykorzystywane jako psy stróżujące stad zwierząt hodowlanych. Silnie przywiązują się do opiekuna i są mu oddane.
Z wyglądu i budowy przypomina owczarka pirenejskiego.
Ciemne oczy są przesłonięte brwiami. Włos jest sztywny, a umaszczenie może być brunatnożółte, czarnopłowe, czarne lub wilczaste. Owczarek portugalski ma szeroką głowę, uszy zwisające, wyraźny przełom czołowy.

## Charakter i zachowanie
Pies rasy owczarek portugalski jest pełen animuszu, ożywiony, inteligentny, chętny do pracy, bardzo lojalny i przywiązany do ludzi z własnego otoczenia, opanowany, czujny, łatwo się uczy, ale niekiedy jest uparty i dominujący.
Owczarek portugalski potrzebuje zdecydowanego przewodnika, który go konsekwentnie ułoży. Uczy się szybko i łatwo, ale może okazać upór i skłonność do dominacji. Zazwyczaj wykazuje cierpliwość wobec dzieci, przywiązuje się do swojego terytorium i potrafi to zaznaczyć. Jest nieufny wobec obcych, więc jest doskonałym stróżem. Przyjaźnie nastawiony do innych psów.